# Larentia subgaliata
Larentia subgaliata là một loài bướm đêm trong họ Geometridae.